# Alchemilla grenieri
Alchemilla grenieri är en rosväxtart som beskrevs av J. Guillot. Alchemilla grenieri ingår i släktet daggkåpor, och familjen rosväxter. Inga underarter finns listade i Catalogue of Life.